# Mauricio Isla
Mauricio Aníbal Isla Isla (nascut a Buin, Xile el 12 de juny de 1988) és un futbolista xilè. Juga de defensa lateral i migcampista.